# Sädvajaure
Der Sädvvájávrre, veraltet auch Sädvajaure ist ein See in Lappland in Nordschweden, der vom Fluss Skellefte älv durchflossen wird. Er liegt in einer Höhe von 467 m ö.h. und erstreckt sich über Länge von ca. 30 km. Der Silberweg (Riksväg 95) folgt in diesem Gebiet zu großen Teilen der nördlichen Uferlinie des Sees.
Der Wasserstand des Sädvajaure wird heute zur Stromerzeugung am östlichen Ufer durch das Kraftwerk Sädva reguliert.

## Geschichte
An der Mündung des Silbojokk in den Sädvajaure befand sich in der Zeit zwischen 1635 und 1659 die nach dem Fluss benannte Siedlung Silbojokk in der eine Silber- und Bleihütte betrieben wurde. Die Hütte verarbeitete die Erze aus der, in dieser Zeit neu erschlossenen, Silbermine im Nasafjäll, die ca. 60 km westlich an der norwegischen Grenze lag. In der Zeit des Betriebs der Hütte wurden hier ca. 900 kg Silber und 240 Tonnen Blei gewonnen.
Die Siedlung wurde im August 1659 durch norwegische Truppen zerstört und in der Folge nicht wieder aufgebaut, da im Gebiet des Sädvajaure durch den Betrieb der Hütte, durch die massive Abholzung, mittlerweile zu wenig Holz für die notwendige Holzkohleherstellung für die Öfen vorhanden war. Bei Wiederaufnahme des Bergbaus im Nasafjäll erfolgte ab 1770 die Verhüttung der Erze in Adolfström am Laisälven.